# Aposolfågel
Aposolfågel (Aethopyga boltoni) är en fågel i familjen solfåglar inom ordningen tättingar.

## Utbredning och systematik
Aposolfågel förekommer enbart på ön Mindanao i Filippinerna. Den delas in i två underarter med följande utbredning:
- Aethopyga boltoni boltoni – östcentrala och östra delen
- Aethopyga boltoni malindangensis – västra delen

Tbolisolfågeln kategoriserades tidigare som underart till aposolfågeln.

## Status
Aposolfågeln har ett begränsat utbredningsområde, men beståndet anses vara stabilt. IUCN kategoriserar arten som livskraftig. Världspopulationen uppskattas till mellan 15 000 och 25 000 vuxna individer. IUCN inkluderar dock tbolisolfågeln i bedömningen. 

## Namn
Fågelns vetenskapliga artnamn hedrar Edward C. Bolton (död 1906), löjtnant i US Army och distriktsguvernör i Davao, Filippinerna.